# Juan Ibáñez Lugea
Juan Ibáñez Lugea (n. 1905) va ser un militar espanyol.

## Biografia
Va néixer en la localitat navarresa de Burguete el 10 de març de 1905. Militar professional, pertanyia a l'arma d'infanteria. Va estar destinat a Àfrica entre 1927 i 1931, tornant posteriorment a la península. El juliol del 1936 es trobava destinat a Bilbao, on el va sorprendre l'esclat de la Guerra civil. Lleial a la República, marxaria al capdavant d'una columna cap a Otxandio, on va resultar greument ferit. Posteriorment va exercir com a director de l'Escola Popular de Guerra de Bilbao, sent també cap d'Estat Major del XIV Cos d'Exèrcit i arribaria a participar en la campanya d'Astúries. A la caiguda del Nord es va traslladar a la zona centre-sud republicana.
L'abril del 1938 va ser nomenat cap d'Estat Major del VIII Cos d'Exèrcit, al front d'Extremadura.
Al final de la guerra, va partir cap a l'exili en el buc Stanbrook, que va salpar des del port d'Alacant el 28 de març de 1939.